# Serge Mouille
Serge Mouille (* 24. Dezember 1922 in Paris; † 24./25. Dezember 1988 in Monthiers) war ein französischer Kunstschmied und Designer. Er ist heute vorwiegend für seine minimalistischen Leuchtenentwürfe der Kollektion Série noir bekannt.

## Leben und Werk

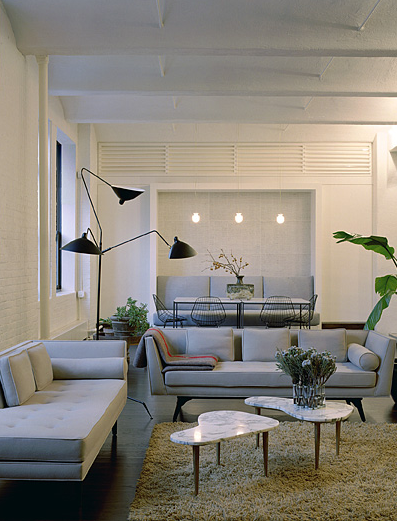
Dreiarmige Stehleuchte von Serge Mouille (Foto: 2014)

Im Alter von 13 Jahren begann Mouille eine Ausbildung zum Silberschmied an der École nationale supérieure des arts appliqués et des métiers d’art in Paris, die er 1941 abschloss. Anschließend arbeitete er als Assistent bei dem Silberschmied und Bildhauer Gilbert LaCroix. Während des Zweiten Weltkriegs schloss Mouille sich der Résistance an. Im Jahr 1945 eröffnete er eine eigene Schmiedewerkstatt und begann seine Lehrtätigkeit; wiederum an der École nationale supérieure des arts appliqués et des métiers d'art. In den ersten Nachkriegsjahren fertigte Serge Mouille in seiner Werkstatt verschiedenste Objekte an, darunter etwa Treppengeländer, Kronleuchter oder Wandleuchten.
Im Jahr 1952 entwarf Mouille gemeinsam mit seinen Freunden Pierre Pothier und Jean-Pierre Darnat den Sportwagen Zèbre und stellte ihn selbst her. Das Auto wurde gegen Ende des Jahres im Pariser Club du Vieux-Colombier der Öffentlichkeit präsentiert und erregte mit seinem futuristischen Design großes Aufsehen. Im Folgejahr wurde es auch beim Grand Prix in Le Mans vorgeführt.
1953 erhielt Mouille von dem Innenarchitekten Jacques Adnet den Auftrag, Leuchten zur Einrichtung eines Kaufhauses zu entwerfen. Mit dem Thema Leuchtendesign beschäftigte sich Mouille fortan intensiv. Die Entwürfe der im Laufe der Fünfzigerjahre entstandenen Série noir sind minimalistisch mit organisch geformten Lampenschirmen aus schwarz oder weiß lackiertem Metall auf zierlichen Metallstäben. Die Form des Lampenschirms ist dabei von der weiblichen Brust inspiriert und erhielt von Mouille den Spitznamen tétine, also Zitze. Der Lampenschirm weist aufgrund seiner Formgebung günstige Eigenschaften hinsichtlich der Lichtabstrahlung auf und wurde von Mouille meist so verbaut, dass er sich leicht in verschiedene Richtungen drehen lässt. Seine Arbeiten wurden ab 1956 hauptsächlich in der Galerie Steph Simon in Paris gezeigt, wo auch Objekte nach Entwürfen von Jean Prouvé, Isamu Noguchi oder Charlotte Perriand vertrieben wurden. Ab 1955 entwarf Serge Mouille – inspiriert durch die damals neue Neonröhre – eine Reihe von Tisch- und Stehleuchten in Stelenform, die vertikal montierte Neonröhren als Lichtquelle nutzten.
Im Februar 1959 heiratete Serge Mouille Gin Baty. Geplagt von einer seit seiner Jugend immer wiederkehrenden Tuberkulose beendete er bereits 1963 seine Entwurfstätigkeit und konzentrierte sich fortan auf die Lehre. Zwei Jahre später wurde auch die Produktion der Leuchten eingestellt. Im Jahr 1976 wurde Mouille mit der Médaille de la Ville de Paris in der Kategorie Kunst und Handwerk ausgezeichnet. 1988 zeigte das Centre Pompidou in der Ausstellung Les années 50 sechs seiner Leuchten und er wurde als Chevalier des Arts et des Lettres geehrt. Im selben Jahr starb Serge Mouille in der Nacht nach Heiligabend an den Folgen seiner Tuberkulose.
Heute werden zahlreiche Entwürfe von Serge Mouille in Kooperation mit seinen Nachfahren wieder produziert. In Deutschland werden sie über Martin Nerbel vertrieben, der mit der Familie Mouille befreundet ist, seit er sie in den Siebzigerjahren im Rahmen eines Schüleraustauschs kennenlernte.